# Tolhuin
Tolhuin je městečko nacházející se v provincii Tierra del Fuego v jižní Argentině. Je sídlem departementu Tolhuin a leží v Ohňové zemi. Při sčítání lidu v roce 2010 mělo město 2626 obyvatel.
Město bylo založeno v roce 1972 ve snaze zvýšit osídlení oblasti. Již v roce 1982 měla osada 250 obyvatel. V roce 1995 získalo město díky neustálému růstu populace vlastní samosprávné orgány. Město se nachází vedle jezera Fagnano, v okolí je také množství lesů, takže oblast navštěvuje stále více turistů. Významnou ekonomickou složkou města je těžba dřeva.